# Сосновый дятел-сосун
Сосно́вый дя́тел-сосу́н (лат. Sphyrapicus thyroideus) — вид птиц семейства дятловых.

## Описание
Среднего размера дятел, превосходит по размеру пушистого дятла, но уступает золотому. Сосновый дятел-сосун длиной примерно 23 см. Весит около 55 грамм. Самец преимущественно чёрный, на крыльях и на голове над и под глазами имеются характерные белые полосы, подбородок красный, а брюхо желтоватое. На теле самки преобладают чёрные и белые полосы, голова коричневатая, брюхо желтоватое, хвост чёрный с белыми полосами.

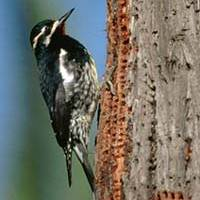
Самец соснового дятла-сосуна

## Питание
Птица выдалбливает неглубокие отверстия в стволах деревьев, чтобы добраться до их сока, который всасывает вместе с попавшимися насекомыми. В период размножения питается муравьями и другими подобными беспозвоночными. Кроме этого, важной составной частью её питания являются насекомые и ягоды.

## Распространение
Ареал простирается на западе Северной Америки от южной Канады до Центральной Мексики, причём эта область сдвигается летом больше на север, а зимой больше на юг. Сосновые леса представляют типичное жизненное пространство этого вида.

## Подвиды
Выделяют два подвида:
- Sphyrapicus thyroideus nataliae  (Malherbe, 1854)
- Sphyrapicus thyroideus thyroideus  (Cassin, 1852)